# Ylä-Kaislanen
Ylä-Kaislanen är en sjö i kommunen Fredrikshamn i landskapet Kymmenedalen i Finland. Arean är 38 hektar och strandlinjen är 4,3 kilometer lång. Sjön  ingår i Vehkajokis huvudavrinningsområde.   Den ligger omkring 42 kilometer nordöst om Kotka och omkring 150 kilometer nordöst om Helsingfors. 